# Ibar
De Ibar (Servisch: Ибар; Albanees: Ibër, bepaalde vorm Ibri) is een rivier in het zuiden van Servië, het noorden van Kosovo en het oosten van Montenegro. De totale lengte van de rivier is 276 km.
De Ibar ontspringt uit zes bronnen onder de berg Hajla in het oosten van Montenegro, en mondt uit in de Zapadna Morava bij de stad Kraljevo.

## Waterkracht
Servië wil tien dammen voor waterkrachtcentrales in de Ibar bouwen. 

## Bronnen

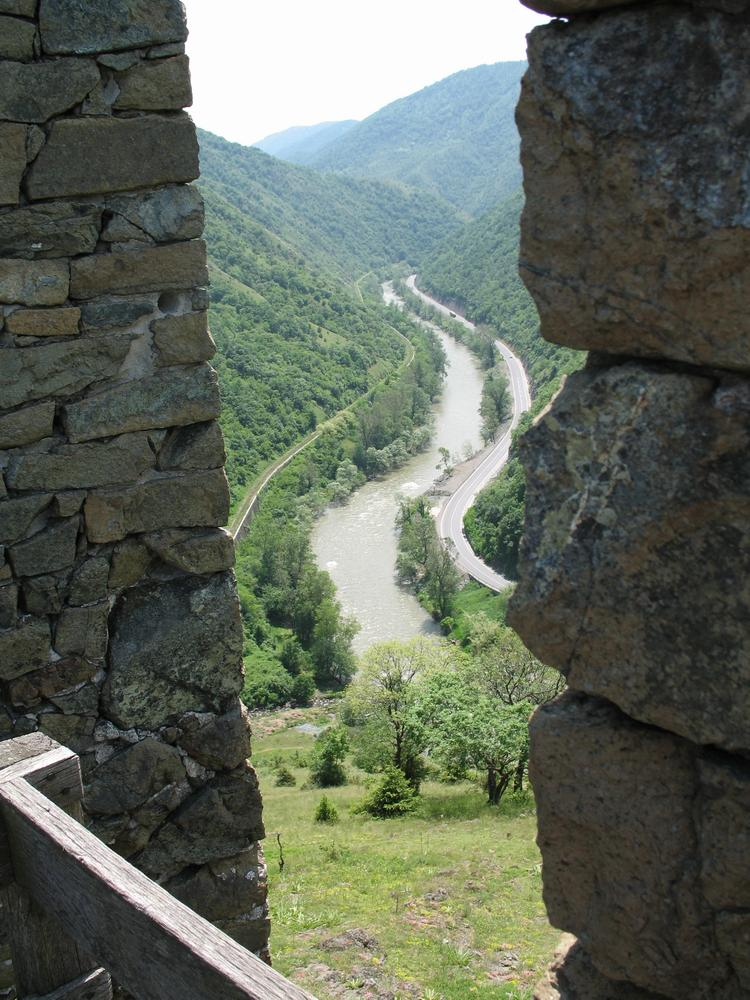
Zicht op de Ibar